# Marie-Pierre Arthur (album)
Albums de Marie-Pierre Arthur
Aux alentours
(2012)
Marie-Pierre Arthur est le premier album de l'artiste québécoise Marie-Pierre Arthur, sorti le 24 février 2009. 

## Pistes de l'album
| No  | Titre                            | Durée |
| --- | -------------------------------- | ----- |
| 1.  | Déposer les armes                | 4:02  |
| 2.  | Elle                             | 4:27  |
| 3.  | Droit devant                     | 3:37  |
| 4.  | Ma tête à off                    | 2:56  |
| 5.  | Pourquoi                         | 3:08  |
| 6.  | Tout ça pour ça                  | 3:47  |
| 7.  | Qui sait                         | 5:57  |
| 8.  | Sans mémoire                     | 4:24  |
| 9.  | Entre nous                       | 4:57  |
| 10. | Le vent m'appelle par mon prénom | 4:13  |
| 11. | Pas le courage                   | 8:52  |